# Musée Marmottan Monet
Musée Marmottan Monet – paryskie muzeum malarstwa impresjonistów. 
Muzeum znajduje się w dawnej, XIX-wiecznej rezydencji Paula Marmottana, konesera sztuki. Większość zbiorów muzeum pochodzi z jego prywatnej kolekcji. 
Muzeum powstało w 1934 roku. W jego zbiorach znajduje się m.in. Impresja, wschód słońca Claude’a Moneta oraz seria jego obrazów przedstawiających katedrę Rouen. Są tu prezentowane także dzieła takich malarzy, jak Gustave Caillebotte, Edgar Degas, Berthe Morisot, Camille Pissarro, Auguste Renoir i Alfred Sisley.